# Portero de edificio

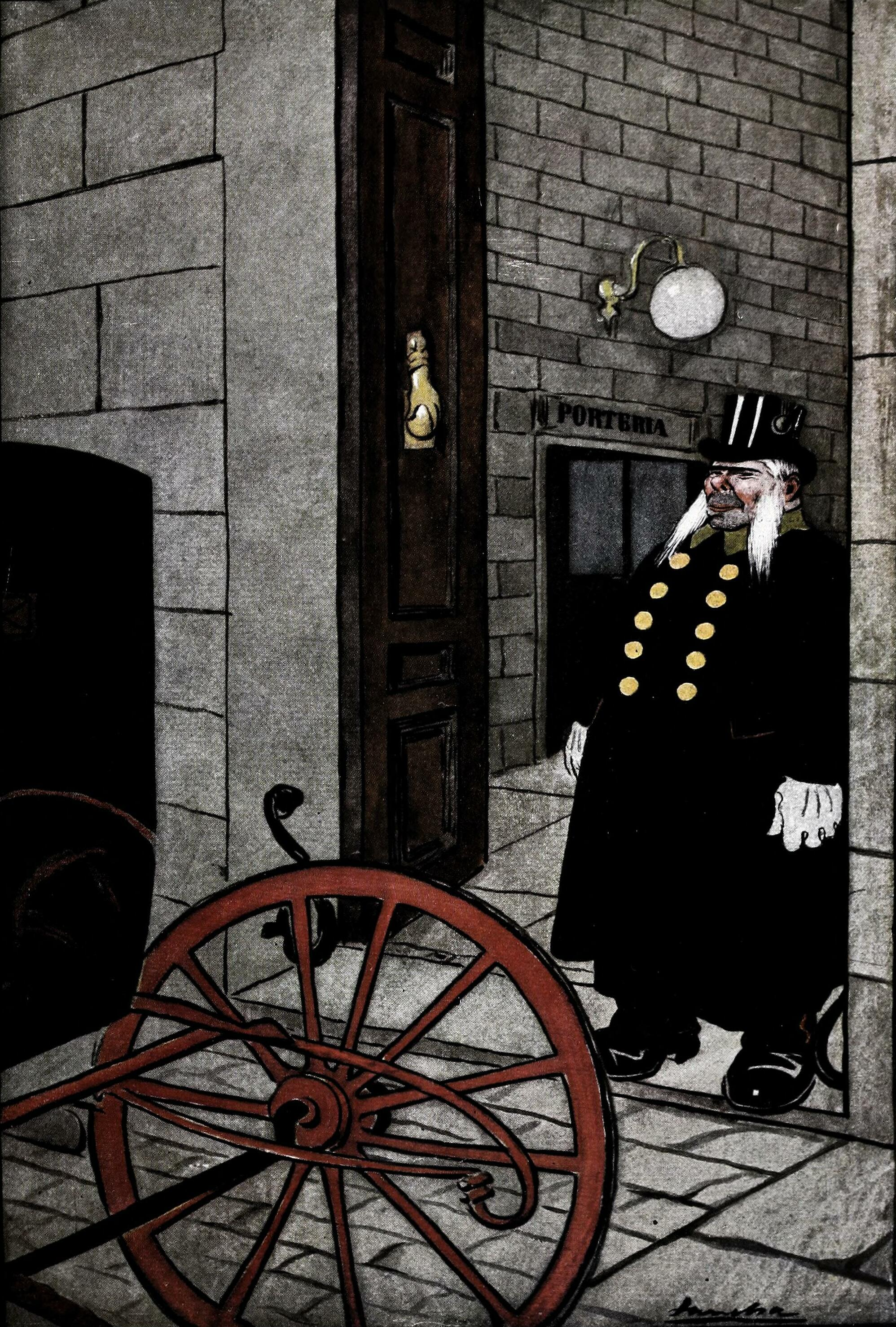
«Su majestad el portero» (Blanco y Negro, 28 de octubre de 1905)

Un portero es la persona que tiene por oficio el control de la puerta de una comunidad de propietarios compuesta por uno o más edificios, así como el cuidado y mantenimiento de la propiedad y sus elementos. Este trabajador/a puede tener casa-habitación en el lugar de trabajo —denominada «portería»—, facilitada por la propiedad para la cual presta servicios.
El vocablo «portero» proviene del latín portarius, formado por porta que quiere decir puerta y el sufijo -arius que indica pertenencia, en otras palabras portarius significa perteneciente a la puerta.
Cabe destacar que el portero no es vigilante de seguridad y por tanto no tiene habilitación para portar armas de ninguna clase. Tampoco se debe confundir portero de edificio o comunidad de propietarios con portero de discoteca.

## Diferencias entre portero y conserje
En España es común y frecuente utilizar el término «conserje» para referirse al portero y viceversa. Aunque prácticamente ambos trabajadores desempeñan las mismas funciones, cabe destacar que desde un punto de vista legal y laboral son dos figuras diferentes. La razón de esta diferencia radica en que el portero posee vivienda en el lugar de trabajo y el conserje no. Esta vivienda y los suministros básicos (agua, electricidad, gas) los ofrece el propietario para el cual trabaja el portero, durante el tiempo que dura la relación laboral.
El salario mensual que cobra un portero se divide de la siguiente manera: un 85 % lo cobra en metálico y un 15 % en especie. Esto es porque la propiedad para la cual trabaja reserva el 15 % para sufragar los gastos relativos a la vivienda cedida y los suministros esenciales. Por el contrario, el conserje cobra el 100 % de su salario en metálico.

## Funciones
- Vigilancia de la puerta de la comunidad de propietarios
- Custodia de las llaves
- Cuidar de la propiedad para que no surja ningún peligro, incendio, inundación, etc. y en su caso avisar a los bomberos o fuerzas y cuerpos de seguridad
- Avisar a los técnicos de mantenimiento de: ascensores, antenas, puertas automáticas, en caso de averías
- Recibir y atender a carteros, mensajeros, visitas, técnicos instaladores, etc.
- Sacar los cubos de basura para cuando pase el servicio municipal de recogida de residuos
- Tareas básicas de reparación y mantenimiento: sustituir lámparas eléctricas fundidas, lubricar puertas, arreglar manijas defectuosas de las puertas, etc.
- Limpieza básica sobre todo en el pasillo de la entrada del inmueble.

## Situación histórica
Estos trabajadores vienen desempeñando sus labores en las grandes fincas señoriales desde hace mucho tiempo. Los edificios señoriales siempre solían construirse con una vivienda al lado de la puerta de acceso reservada para el portero. De esta manera podía estar siempre pendiente del acceso a la finca así como de cualquier problema o emergencia. Este trabajador y su familia gozaba de una vivienda compuesta por una o más habitaciones donde podía residir junto a su familia con los suministros esenciales cubiertos por la comunidad de propietarios. A cambio se le retenía mensualmente el 15 % de su sueldo y solo se le pagaba el 85 % de su salario cada mes. Cabe destacar que la vivienda solo le era cedida durante el tiempo que duraba la relación contractual y no era de su propiedad. Cuando la relación laboral cesaba tenía que abandonar la vivienda. Solía trabajar de lunes a sábados en un único turno diurno. En caso de urgencia o fuerza mayor podría ser solicitado en sus horas de descanso. Era contratado directamente por la comunidad de vecinos y esta se encargaba de supervisar su trabajo, faltas, amonestaciones y despidos.

## Situación actual
Actualmente en España, hay cada vez menos porteros desde un punto de vista oficial-laboral ya que estos pasan a ser contratados como conserjes. Al avanzar la legislación laboral esta se volvió más estricta en cuanto al máximo de horas trabajadas, las tareas que pueden realizarse, los periodos de descanso, sustitución por enfermedad y directrices que rigen las razones por las cuales es legal despedir a un portero o no. Si antes solo se necesitaba una persona para todas las tareas hoy en día se necesitan varias para cumplir con la legislación. Por todo lo anterior y por comodidad, ya que era una tarea muy estresante para los propietarios tener que realizar entrevistas de trabajo, despidos, amonestaciones, etc., poco a poco se fueron contratando a estos trabajadores a través de empresas externas que ofrecían además servicios de limpieza y mantenimiento profesional. Al ser contratado el portero por una empresa tercera su categoría laboral pasaba a denominarse conserje y a cobrar el 100 % de su sueldo mensual. La vivienda destinada al portero se alquilaba o se vendía. Esta sustitución de los porteros por conserjes también se debe a la creación de los PAU que en resumen son grandes urbanizaciones con todos los servicios necesarios (garaje privado, gimnasio, aseos comunitarios, jardín, piscina, parque infantil) que por defecto tienen habilitada una caseta o garita para los conserjes que normalmente trabajan en varios turnos las 24h. Cabe mencionar que este espacio solo consta de un habitáculo reducido, compuesto por un escritorio y no está destinado a ser usado como residencia.